# Здание казарм Дорогобужского полка
Здание казарм Дорогобужского полка — двухэтажное здание конца XVIII века постройки на Покровской Горе в городе Брянск Брянской области. Памятник истории и культуры регионального значения. В настоящее время здание используется как Брянское епархиальное управление Русской Православной церкви.

## История
На Покровской горе в городе Брянске, на территории бывшей крепости, после указа Екатериной II об учреждении Брянского арсенала, были возведены два каменных здания: жилой дом начальника арсенала и казарма учебной команды 143-го пехотного Дорогобужского полка.
Оба здания были построены в стиле классицизма, к тому времени активно развивавшегося на территории России. В Брянске, уездном городе Орловской губернии, первенцы классицизма не имеют блеска и величия по сравнению с другими зданиями воздвигнутыми в других губернских городах. Простой и сдержанный декор их фасадов не особо выделял эти здания среди городской архитектуры. Ту стилевую общность, которая была использована при сооружении этих зданий, создала небольшой, но колоритный ансамбль рядом с Покровским собором Брянска.

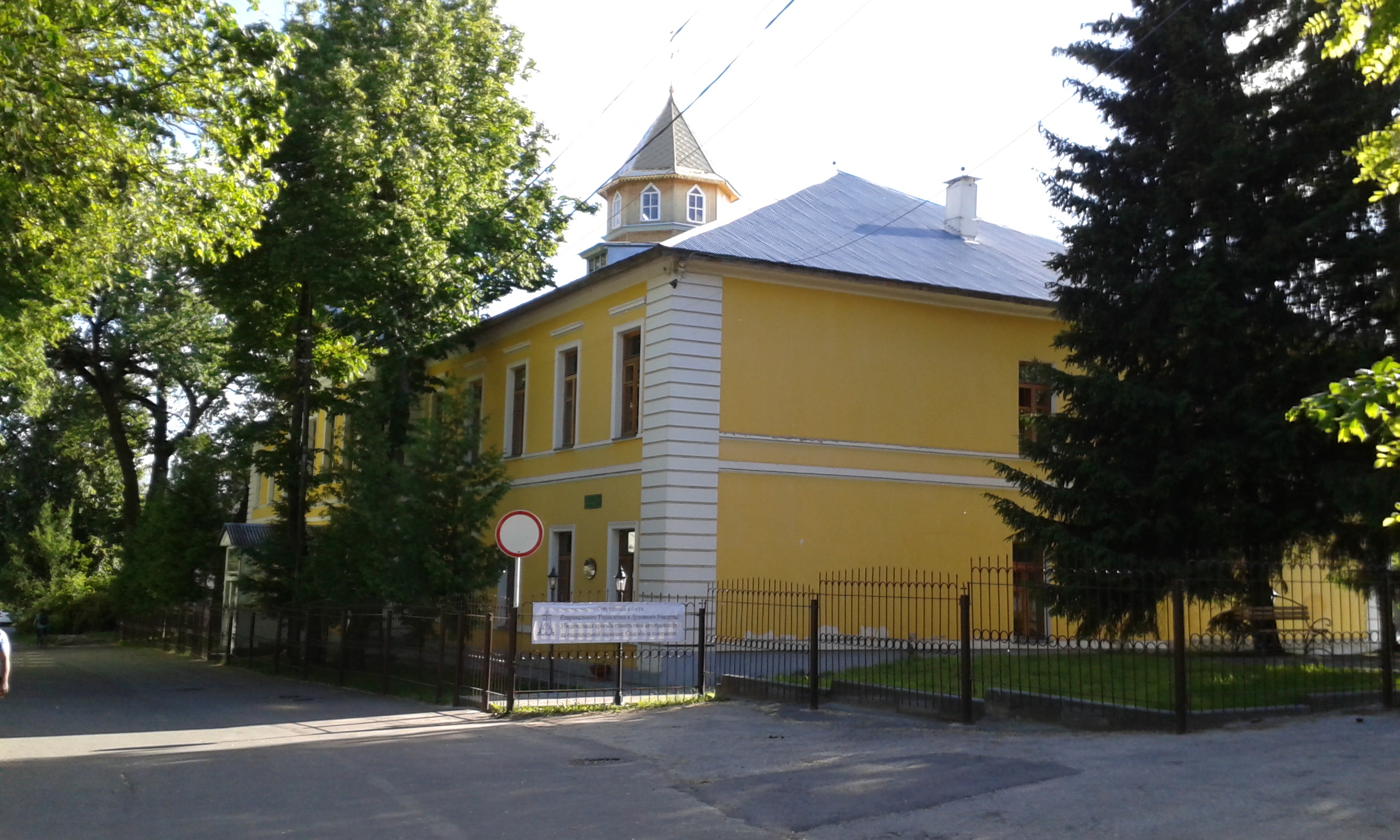
Вид сбоку

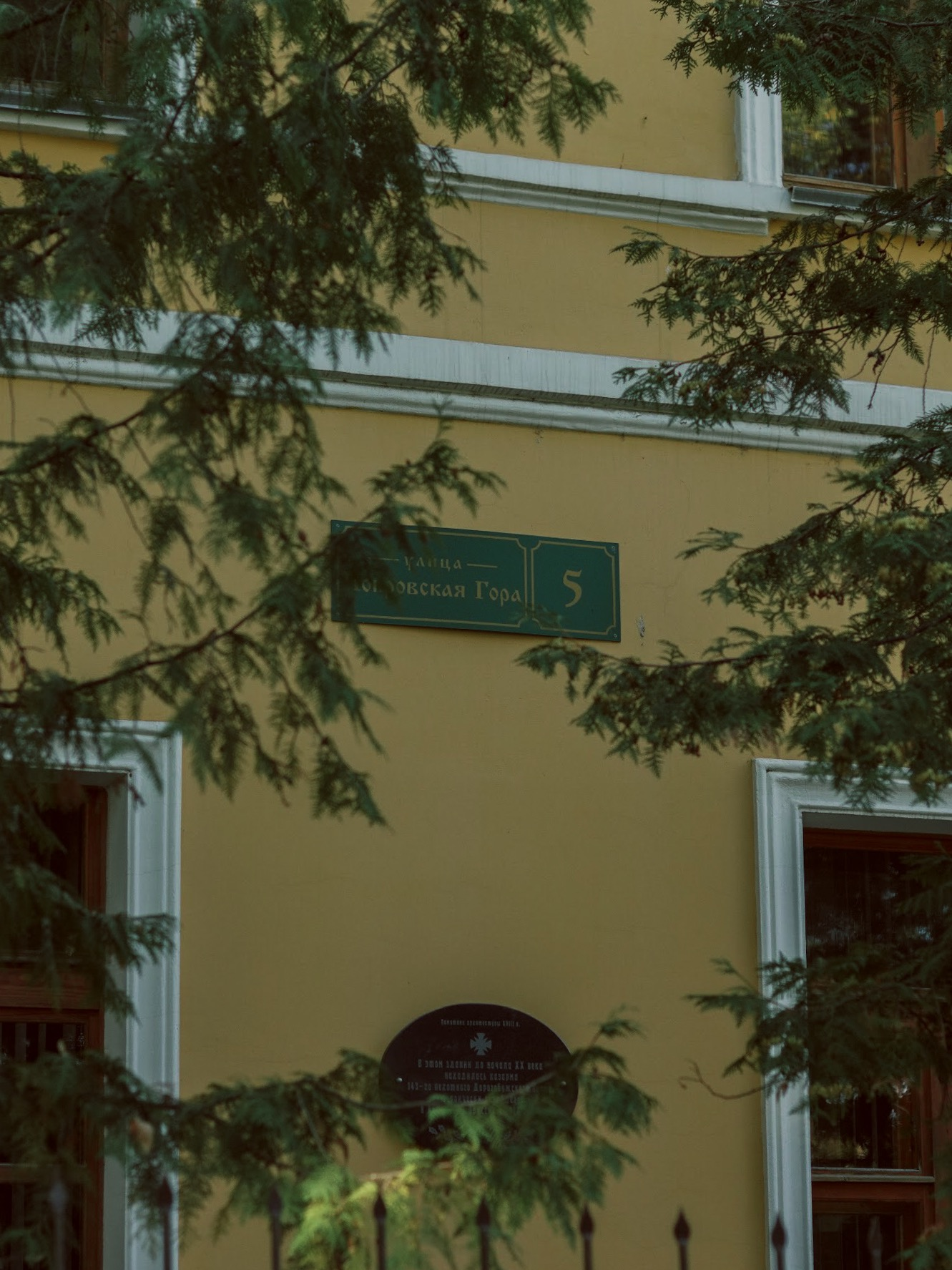
Мемориальная доска

## Архитектура
Здание для военнослужащих Арсенала неоднократно перестраивалось, изменения в основном касались внутреннего расположения помещений. Стены особняка кирпичные, оштукатуренные, перекрытия деревянные. Это качественный образец казарменной постройки в стиле раннего классицизма.
Строение двухэтажное, прямоугольное, завершено вальмовой кровлей; в центре длинных сторон находятся выступы-ризалиты в три окна. Обработанные рустом углы здания и ризалитов выделяют нарядный декор фасадов. Этажи разделяет тонкая тяга, в завершении стен установлен простой карниз с двумя полками, крутые треугольные фронтоны отмечают резалиты. Штукатурные рамки-наличники обводят прямоугольные высокиеокна первого этажа. Окна второго этажа дополнены сандриками-полочками; на ризалитах обрамления верхних окон имеют треугольные фронтончики. В центре главного уличного фасада расположен входной проем. Частично сохранившиеся в интерьере прежние стены подчёркивают традиционность планировочного решения: жилые помещения по сторонам и сени в центре.
В настоящее время здание используется Русской православной церковью, в нём разместилось епархиальное управление, а также домовая церковь Похвалы Божией Матери.

## Память
10 июня 2014 года на фасаде здания была размещена мемориальная доска, которая стала первым памятником в Брянске, увековечивающий события и участников Первой мировой войны. Имеется надпись:
```
«Памятник архитектуры XVII в. В этом здании до начала XX века находилась казарма 143-го пехотного Дорогобужского полка, героически погибшего Восточной Пруссии в 1914 году».
```